# Haplochromis acidens
Haplochromis acidens là một loài cá thuộc họ Cichlidae. Loài này có ở Kenya, Tanzania, và Uganda.